# Willem Kersters
Willem Kersters (* 9. Februar 1929 in Antwerpen; † 29. Dezember 1998 ebenda) war ein belgischer Komponist, Professor und Musiker.

## Leben
Willem Kersters absolvierte ab 1945 das Königlich Flämische Konservatorium in Antwerpen in den Fächern Harmonielehre und Klavier. Danach vervollständigte er seine Fähigkeiten durch weitere Studien am Königlichen Konservatorium Brüssel bei Jean Louël (Kontrapunkt), Jean Absil und Marcel Quinet (Fuge), Marcel Poot (Komposition) und René Defossez (Orchesterleitung). Nachdem er als Musiklehrer diplomierte, war er einige Jahre in den Städten Tienen, Löwen und Aarschot tätig. Von 1961 bis 1968 bekleidete er die Funktion des Musikprogrammleiters am Belgischen Radio und Fernsehen (BRT).
Ab 1962 gehörte er dem Lehrkörper des Königlich Flämischen Konservatoriums in Antwerpen als Dozent für Harmonielehre, später auch für Komposition an. 1967 berief ihn das Konservatorium in Maastricht, Niederlande zum Professor für musiktheoretische Fächer. Diese Lehrtätigkeiten beendete er 1989. Zu seinen Schülern zählten u. a. Jan De Maeyer und Wim Henderickx.
Für seine Kompositionen bekam Kersters nationale und internationale Preise und Auszeichnungen. 1990 wurde er Mitglied in der Koninklijke Academie voor Wetenschappen, Letteren en Schone Kunsten van België.

## Stil
In den frühen Werken der 1950er Jahre finden sich Einflüsse aus Spätromantik und Expressionismus. Danach entwickelte Kersters eine eigene Kompositionstechnik, die auf Tritonus-Beziehungen beruhte. Ab 1960 beschäftigte er sich auch mit Zwölftontechnik und Serialismus, später griff er wieder auf tonale Elemente zurück. Ab Mitte der 1970er Jahre wandte er sich zunehmend der Vokal- und Chormusik zu. Sein Werk umfasst insgesamt über 120 Kompositionen, darunter Bühnenwerke (Ballett, Oper), Orchesterwerke (u. a. Sinfonien), Kammer-, Orgel-, Vokal- und Chormusik.

## Werke

### Ballett
- 1956 Parwati opus 10
- 1959 Triomf van de geest opus 17
- 1973 Halewijn opus 62
- 1976 Uilenspiegel de geus opus 67

### Oper
- 1983 Baes Gansendonck opus 72 in 3 Akten nach Hendrik Conscience

### Werke für Orchester
- 1953 De geestelijke bruiloft opus 1 für Sopran, Englischhorn, Klarinette, Klavier und Streich-Quartett
- 1953 Concertino opus 2 für Oboe und Streichorchester
- 1955 Sinfonietta opus 7 für Kammerorchester
- 1958 Sinfonia Piccola opus 12
- 1958 Divertimento per archi opus 13 für Streichorchester
- 1962 Vier oudvlaamse liederen für Chor und Orchester
- 1962 Symfonie nr.1 opus 22
- 1963 Plechtige ouverture – Ouverture solennelle op. 24 für großes Orchester
- 1963 Symfonie nr.2 opus 26
- 1964 Concertmuziek opus 28 für Streicher, Klavier, Schlagzeug und Pauken
- 1965 Drie bagatellen opus 34 für Streichorchester
- 1966 A Hymn of Praise opus 38 für Sprecher, Vokal-Trio, Chor und Orchester
- 1967 Symfonie nr.3 opus 39
- 1968 Symfonie nr.4 opus 45
- 1968 Meditation über den Namen BACH opus 46 für Trompete in D, Klavier und Streicher
- 1969 Contrasten opus 50 für Schlagzeug und Orchester
- 1972 Capriccio opus 59
- 1978 Concerto opus 69 für Klavier und Orchester
- 1985 De dans der kristallen opus 80 für mittlere Stimme und Streichorchester
- 1986 Het zonnelied opus 81 für Chor und Orchester
- 1987 Symfonie nr.5 opus 83
- 1987 Ballade opus 84 für Alt-Saxophon und Streichorchester
- 1989 Concerto opus 86 für Violine und Orchester
- 1995 De feesten van angst en pijn opus 96 für Tenor, Alt, Rezitant, Chor, Harfe, Klavier, Schlagzeug und Streicher
- 1997 Concerto "Filia Guilmin" opus 103 für Gitarre und Kammerorchester
- 1998 Serenade nr.2 opus 105 für Streichorchester, Harfe und Schlagzeug

### Werke für Blasorchester
- 1962 Psalmen opus 21 für Alt, Männerchor, Blechbläser, Orgel und Pauken
- 1967 Sinfonietta opus 42 für Blasorchester
- 1973 Laudes opus 61 für Blechbläser und Schlagzeug
- 1974 Halewijn Ballade opus 62
- Drie Rondos für Blechbläser-Quintett opus 48
- Valerius Ouvertüre opus 13

### Werke für Orgel
- 1961 Twee preludes opus 20
- 1965 Koraalfantasie opus 31
- 1967 Kleine suite – Petite suite opus 40
- 1967 Fantasia opus 43
- 1978 Variazioni opus 70

### Andere Werke
- 1969 Anaglyphos opus 51 für Schlagzeug-Orchester
- 1970 Barbaarse dans opus 54 für Alt, Tenor, Frauenchor und Instrumental-Ensemble
- 1971 Angst – een dans opus 57 für Tenor, Sprecherin (Rezitative), gemischten Chor, Harfe, Klavier und Percussions-Orchester
- 1974 Coïncidences opus 65 für 9 Schlagzeuger